# 1850 în literatură
Anul 1850 în literatură a implicat o serie de evenimente și cărți noi semnificative.  

## Nașteri
- 15 ianuarie: Mihai Eminescu, poet, prozator și jurnalist român (d. 1889)